# Блудшее
Блудшее (укр. Блудше) — село в Козелецком районе Черниговской области Украины. Население — 178 человек. Занимает площадь 1,179 км².
Код КОАТУУ: 7422089102. Почтовый индекс: 17053. Телефонный код: +380 46-46.

## Власть
Орган местного самоуправления — Стависский сельский совет. Почтовый адрес: 17053, Черниговская обл., Козелецкий р-н, с. Стависское, ул. Советская, 55а.